# Мерло
Мерло́ (фр. Merlot) — французский технический (винный) сорт винограда, используемый для производства красных вин. Некогда самый распространённый сорт винограда в мире, в начале XXI века уступил первенство каберне-совиньону. Происходит из региона Бордо, где особенно распространён на правом берегу Жиронды (Сент-Эмильон, Помероль). Урожайность сорта устойчивая и высокая.

## История и распространение
Данный сорт впервые упоминается в 1784 году как Merlau (южнофранцузское название чёрного дрозда) и в 1824 году как Merlot. После филлоксерной трагедии середины XIX века более урожайный мерло фактически заместил в Медоке популярный ранее карменер.
Конец XX века ознаменовался небывалым ростом популярности мерло во всём мире — не только среди потребителей, но и среди производителей. Вина из этого сорта мягче и легче вин из каберне-совиньона; они редко требуют длительного созревания и чаще употребляются молодыми (что выгодно винодельням, которые экономят на выдержке и хранении). Мерло стал глобальным сортом, культивируемым на всех континентах кроме Антарктиды. Чтобы угодить вкусам зарубежных потребителей, его стали подмешивать даже в состав старинных европейских вин наподобие монтепульчанского.
Виноградари нередко путают мерло с карменером, так как оба этих сорта происходят от каберне-франа и обладают сходными характеристиками. Лишь в конце 1994 года выяснилось, что примерно половина виноградников мерло в Чили на самом деле засажена карменером. В начале 1990-х годов в бретонском посёлке Сен-Сюльяк была обнаружена безымянная лоза — второй предок мерло. Эта лоза, названная «чёрной Магдаленой Шаранты» (фр.), также является прародительницей сорта мальбек.

## Сельскохозяйственные свойства
Сорт обладает относительной устойчивостью к заболеваниям (мильдью, гниение ягод), но весьма восприимчив к оидиуму. Мерло среднеустойчив к заморозкам и засухе. В прохладные годы мерло вызревает лучше каберне-совиньона, а в тёплые набирает ещё и больше сахара. Ко времени же наступления осенних заморозков лоза обычно вызревает на 90—95 %. Цветок обоеполый. 

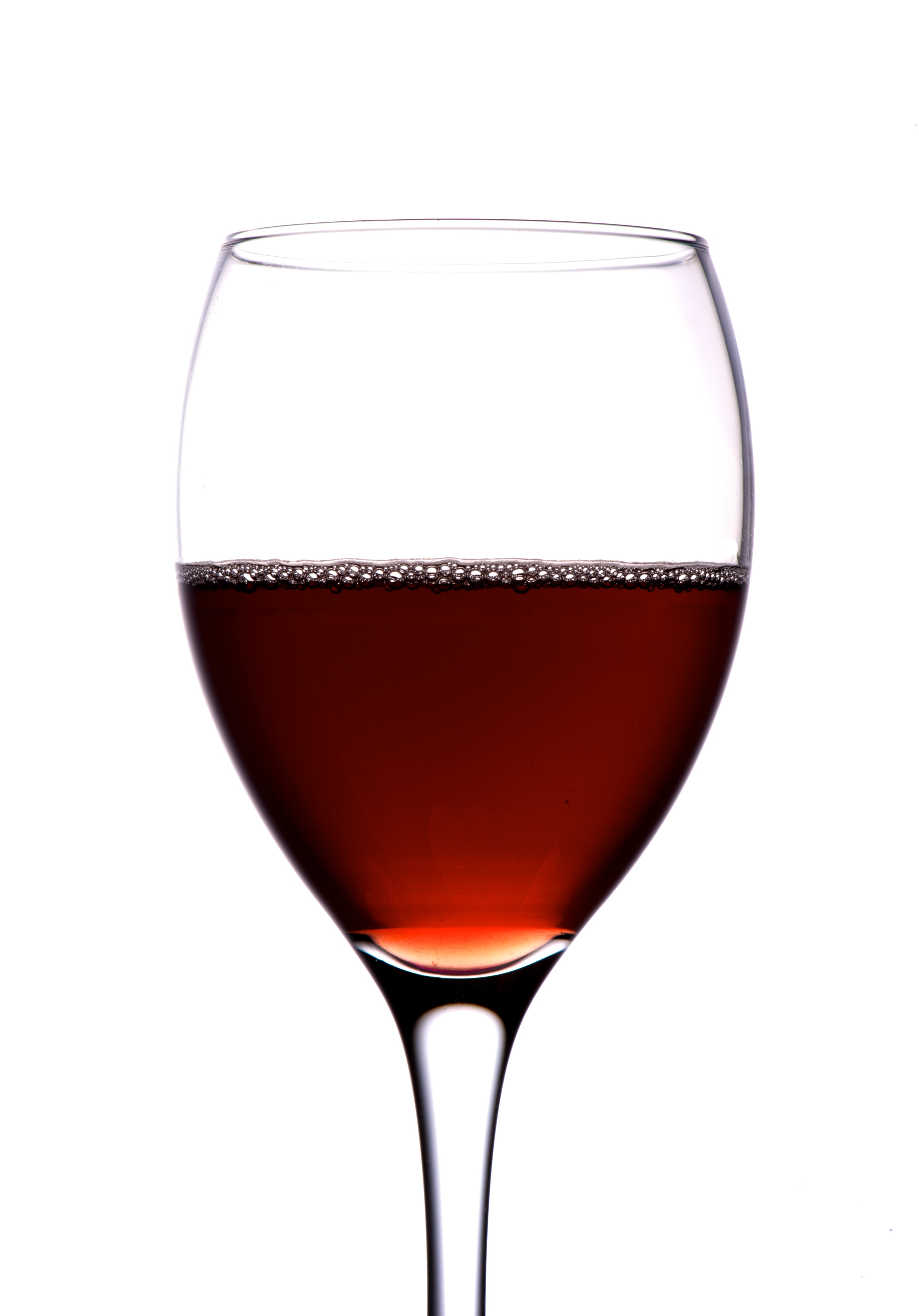
Бокал (вина из) мерло

## Органолептические свойства
Наряду с каберне-совиньоном является одним из наиболее распространённых и популярных сортов винограда, культивируемых в большинстве винодельческих регионов мира. Сочетание (ассамбляж) мерло с вышеуказанным сортом является классическим и широко используется в кларетах. Высоко ценятся и некоторые сортовые вина из мерло (например, французское «Петрюс» и итальянское «Массето»). При описании вин из мерло часто используются следующие сравнения (дескрипторы):
- фруктовые тона: слива, вишня, голубика и шелковица;
- овощные и тона специй: чёрная и зелёная олива, мята, розмарин, фенхель, грибы, кожа и табак;
- тона, появляющиеся после выдержки в бочке: карамель, шоколад, кофе, дым и ваниль.